# محمد مراد البخاري
محمد مراد بن علي الحسيني‌ البخاري (1640 - 1720) عالم مسلم ومتصوف تُركستاني-عثماني. ولد في سمرقند بخانية بخارى وكان أبوه نقيب أشرافها ونشأ بها. وهاجر إلى سلطنة مغول الهند فأخذ الطريقة النقشبندية وتصوف. ثم قصد الديار الحجازية للحج، وأقام بالمدينة ثلاث سنين. ثم قام برحلة إلى العراق وبلاد فارس ومكة وإيالة مصر. وسكن دمشق بعد سنة 1080 هـ وسافر سنة 1092 هـ إلى القسطنطينية (الآستانة)، فمكث خمس سنين، وعاد إلى دمشق بعد أن أخذ من السلطان مصطفى خان بعض القرى بدمشق إقطاعا. وبنى في دمشق المدرسة المرادية. وتوفي بالآستانة. هو فقيه ومفسر ومحدث ومصنف. له كتب، منها المفردات القرآنية مجلدان، باللغات العربية والفارسية والتركية، و سلسلة الذهب في السلوك والأدب.

## سيرته
هو محمد مراد - أو مراد - بن علي بن داود بن كمال الدين ابن صالح بن محمد الحسيني البخاري، ولد سنة 1050 هـ/ 1640 م قي سمرقند بخانية بخارى وكان أبوه نقيب أشرافها وتعطلت رجلاه وعمره ثلاث سنين، فعاش مقعدا. هاجر إلى الهند المغولي فأخذ الطريقة النقشبندية وتصوف. ثم قصد الديار الحجازية العثمانية للحج وزيارة النبي محمد وجاور ثلاث سنين ثم رحل إلى العراق وبلاد فارس الصفوي وأقام ببغداد مدة ثم رحل إلى مكة ثانيا فمصر فدمشق وسكنها بعد سنة 1080 هـ وسافر سنة 1092 هـ إلى القسطنطينية فمكث خمس سنين وأقطعه السلطان مصطفى خان بعض القرى بدمشق، وهي لا تزال في أيدي أبنائه - حتى القرن العشرين م- وهو جد آل المُرادي الدمشقيين، من مشاهيرهم محمد خليل المرادي. ينسب إليه المدرسة المرادية ومما اشترطه في كتاب وقفها «أن لا يسكنها شارب للتتن» وبنى مدرسة في داره بمحلة سوق صاروجا تعرف بالنقشبندية البرانية مع مسجد كذلك هناك.

توفي بالقسطنطينية سنة 1132 هـ/ 1720 م.

## مؤلفاته
- المفردات القرآنية، في تفسير الآيات، مجلدان باللغات العربية والفارسية والتركية.
- سلسلة الذهب في السلوك والأدب.